# El Pego
El Pego es un municipio y localidad española de la provincia de Zamora, en la comunidad autónoma de Castilla y León. El término municipal tiene una población de 284 habitantes (INE 2024).

## Geografía
El pueblo se encuentra situado en una extensa estepa, rodeado de pinares y encinares. Pertenece a la comarca de La Guareña y parte de su término pertenece al ZEPA de las «Llanuras del Guareña». Las localidades limítrofes son Guarrate, Bóveda de Toro, Venialbo y Villabuena del Puente.

## Historia
El territorio de El Pego quedó adscrito a la Orden de San Juan en 1116 por cesión de la reina Urraca I de León, permaneciendo posteriormente bajo dominio de la orden sanjuanista.

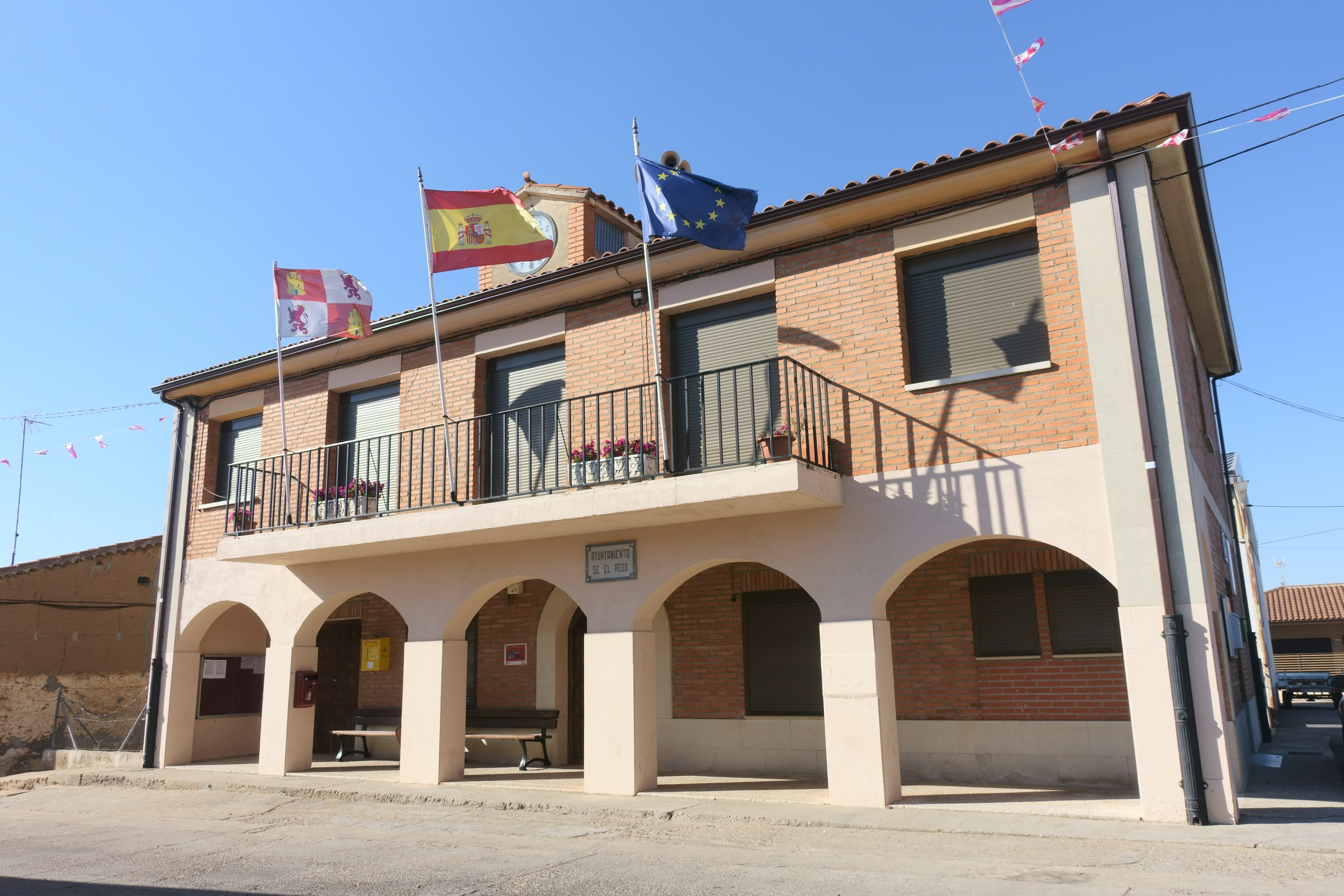
Casa consistorial

Ya en la Edad Moderna, la iglesia fue construida en 1782 y convertida en parroquia de la orden de Orden de San Juan de Jerusalén, con dependencia de la encomienda de La Bóveda de Toro. Por otro lado, en estos años El Pego era una de las localidades integradas en la provincia de Toro de cara al voto en Cortes, en la que se mantuvo hasta la desaparición de ésta a inicios del siglo XIX. Finalmente, con la creación de las actuales provincias en 1833, El Pego pasó a formar parte de la provincia de Zamora, manteniendo su adscripción regional al Reino de León.
Hacia mediados del siglo XIX, el lugar tenía contabilizada una población de 227 habitantes. La localidad aparece descrita en el decimosegundo volumen del Diccionario geográfico-estadístico-histórico de España y sus posesiones de Ultramar de Pascual Madoz de la siguiente manera:

PEGO (el): l. con ayunt. en la prov. de Zamora (5 leg.) part. jud. de Fuentesauco (2), dióc. nullius, encomienda de San Juan de Jerusalen, aud. terr. y c. g. de Valladolid (13): sit. en un cerro, su clima es templado, sus enfermedades mas comunes las tercianas. Tiene 48 casas, la consistorial y cárcel; escuela de primeras letras dotada con 800 rs., á que asisten 20 niños; igl. parr. (San Clemente), servida por un cura de provision de la encomienda de San Juan, y buenas aguas potables. Confina con Venialbo, la Bóveda y deh. de San Vazan. El terreno es de mediana calidad. Los caminos trasversales: recibe la correspondencia de Fuentesauco. prod.: vino, trigo, centeno y pastos; cria ganados, y caza de liebres y perdices. pobl.: 49 vec., 227 alm. cap. prod.: 130,512 rs. imp. 14,674. contr. 3,960 rs. y 33 mrs.
(Madoz, 1849, p. 757)

## Geografía humana

### Demografía
Cuenta con una población de 284 habitantes (INE 2024).
| Gráfica de evolución demográfica de El Pego entre 1842 y 2021                                                         |
| |
| Población de derecho según los censos de población del INE. Población de hecho según los censos de población del INE. |

En 1950 fue cuando alcanzó su máximo esplendor, llegando a contar con 940 habitantes.

## Patrimonio

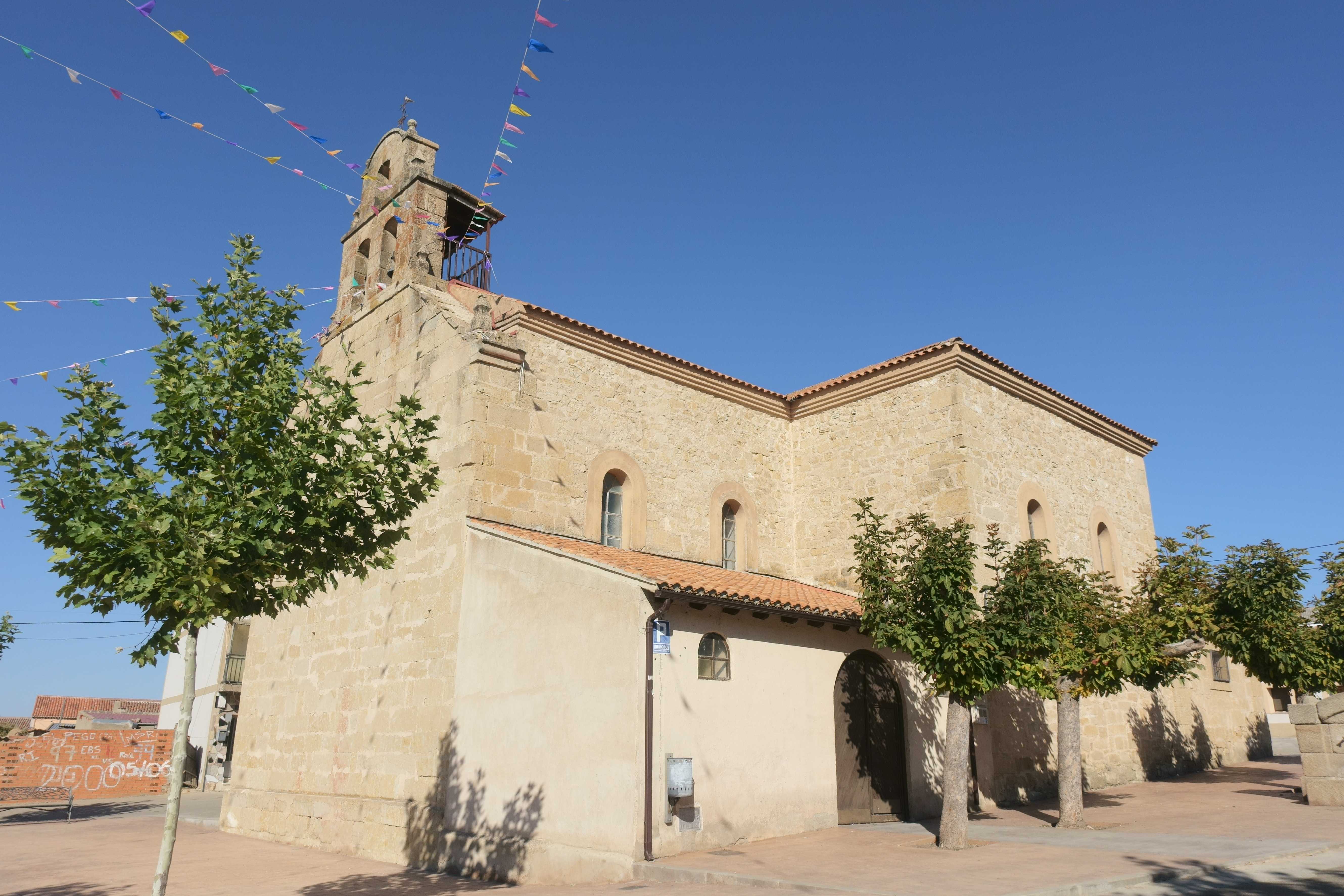
Iglesia de San Clemente

- Iglesia parroquial de San Clemente. De construcción nueva, se encuentra en una plaza amplia, con árboles, fuente de piedra y bancos configurando un entorno que incita al paseo. Del interior destaca la imagen barroca de La Inmaculada -de 1,10 m de altura- situada sobre el altar mayor y datada en el siglo XVII.
- Casas construidas en el siglo XIX junto a restos de la arquitectura tradicional.

## Fiestas
- Nuestra Señora de la Tramposa o Natividad de Nuestra Señora, el 8 de septiembre.
- Fiestas de verano en las cuales hay toros (por el campo y las calles), verbenas, juegos para mayores y pequeños, además de oficios religiosos.
- Día de las Candelas, el 2 de febrero, en la que los quintos y quintas del pueblo recitan las relaciones ante el pueblo y el gallo que se supone que es el juez.
- San Clemente, el 23 de noviembre, patrón del pueblo.
- Domingo y Lunes de Resurrección. Romería en la cual se comen las rosquillas al pinar de la laguna del Pego.